# Desculpe o Transtorno
Desculpe o Transtorno é um filme brasileiro de 2016, do gênero comédia romântica, dirigido por Tomás Portella e escrito por Adriana Falcão, Tatiana Maciel e Célio Porto.

## Sinopse
Um homem que possui dupla personalidade (Gregório Duvivier) incorpora duas personalidades diferentes em duas cidades: Rio de Janeiro e São Paulo. Uma hora ela é Eduardo, um paulistano tímido e centrado. Outra hora ele é Duca, um carioca extrovertido e folgado. Sua vida amorosa se torna uma grande confusão quando, mesmo estando em um relacionamento estável com sua noiva Viviane (Dani Calabresa), seu alter-ego se apaixona por outra mulher,  Bárbara (Clarice Falcão).

## Elenco
- Gregório Duvivier como Eduardo / Duca
- Dani Calabresa como Viviane
- Clarice Falcão como Bárbara
- Rafael Infante como Marceleza
- Zezé Polessa como Yvonne
- Marcos Caruso como Miguel
- Júlia Rabello como Anete

## Recepção

### Bilheteria
Em sua primeira semana nos cinemas, entre 16 e 18 de setembro de 2016, foram vendidos 71.597 ingressos para o filme. Entre 23 e de 25 de setembro de 2016, foram vendidos 25.209 ingressos.

### Críticas dos especialistas
Desculpe o Transtorno teve uma morna recepção entre os críticos de cinema. Nayara Reynaud, do site Cineweb, escreveu: "A obra fica, por assim dizer, no meio do caminho ao fazer mais do mesmo dentro da comédia romântica que tanto conhecemos, mas sendo assim mesmo uma produção diversa quanto ao seu gênero e tom cômico dentro da cinematografia brasileira."
Daniel Schenker, em sua critica ao O Globo, disse: "A referência ao stand-up contida em Desculpe o Transtorno não é arbitrária, na medida em que o filme de Tomas Portella serve de veículo para atores notabilizados no campo da comédia. [...] Os problemas se concentram no roteiro de Tatiana Maciel e Célio Porto..."
Da Folha de S.Paulo, Inácio Araujo criticou a falta de criatividade no gênero que é tão recorrente no cinema nacional: "O talento é necessário, claro, mas estamos em 2016: não é suficiente. Ou se conhece a arte que se pratica [...] ou vamos, eternamente, nos afundar nas comédias românticas à moda de 1950 [...], a pensar que se está fazendo um filme contemporâneo."
Natália Bridi, do site Omelete, avaliou o filme negativamente, escrevendo: "A intenção até podia ser fazer uma comédia romântica inofensiva, cuja realização é mais sentimental do que cinematográfica, mas falta ritmo e sinceridade para tanto [...]. Ironicamente, na soma das suas partes, o próprio filme acaba sendo o transtorno pelo qual se desculpa no título."